# A Law Unto Herself
A Law Unto Herself er en amerikansk stumfilm fra 1918 af Wallace Worsley.

## Medvirkende
- Louise Glaum - Alouette DeLarme
- Sam De Grasse - Kurt Von Klassner
- Joseph J. Dowling - LeSieur Juste DeLarme
- Edward Coxen - Bertrand Beaubien
- Irene Rich - Stephanie